# アルベール・オーリエ
ガブリエル＝アルベール・オーリエ（Gabriel-Albert Aurier、1865年5月5日 - 1892年10月5日）は、フランスの象徴主義の詩人、美術評論家、画家である。

## 生涯
アンドル県シャトールーに生まれ、1883年、法律を勉強するためにパリに出たが、間もなく美術と文学に興味を持ち、象徴主義の雑誌に寄稿するようになった。1886年から89年にかけて耽美主義の雑誌『ル・デカダン』に寄稿。また、1889年4月にレオン・デシャンによって創刊された芸術・文学雑誌『ラ・プリュム（筆）』にも寄稿し、同年から『ル・モデルニスト』誌の編集長を務めた。1890年、アルフレッド・ヴァレットを発起人としてオーリエのほかジャン・モレアス、アルフレッド・ジャリ、レミ・ド・グールモン、サン＝ポル＝ルーら象徴主義の詩人によって『メルキュール・ド・フランス』誌が再刊された。同誌に掲載された「孤立者たち――フィンセント・ファン・ゴッホ」と「絵画における象徴主義――ポール・ゴーギャン」という評論は、オーリエの名声だけでなくこれら2人の画家の知名度向上にも貢献した。
マルセイユへの旅行の直後、オーリエはチフスにより1892年10月5日にパリで死去した。27歳であった。次の日、彼の亡骸は彼の友人、作家、画家らによってオルレアン鉄道のオルセー駅からシャトールーまで運ばれ、その地の家族の墓に埋葬された。
死の6か月後、1893年4月に、彼の友人らが彼の遺稿を集め、『メルキュール・ド・フランス』誌から刊行した。

## 美術収集
オーリエが生前収集していたゴッホの作品の大部分は、ヘレン・クレラー・ミュラーが取得し、現在クレラー・ミュラー美術館（オランダ・オッテルロー）に収蔵されている。コレクションのうちエミール・ベルナールやオーリエ自身の作品は、1960年にパリで展覧された。